# Olympic-Klasse
Die Olympic-Klasse war eine Baureihe von drei Schiffen der White Star Line: Olympic, Titanic und Britannic. Traditionell wurde die Klasse nach ihrem ersten Schiff, der Olympic, benannt. Die ursprünglich angedachten Schiffsnamen entstammen der griechischen Mythologie. Die Festlegung auf den Namen Britannic anstelle des offenbar auch vorgeschlagenen Namens Gigantic erfolgte entgegen zahlreichen Spekulationen jedoch von Beginn an und war damit bereits vor dem Untergang der Titanic beschlossene Sache. Das Unglück ist auch ausschlaggebend für den noch heute großen Bekanntheitsgrad der Olympic-Klasse in der Öffentlichkeit.

## Entstehungsgeschichte
Nach der Fertigstellung der beiden überaus erfolgreichen Schwesterschiffe Lusitania und Mauretania für die Cunard Line im Jahr 1907 sah sich die White Star Line gezwungen, den Bau noch größerer und fortschrittlicherer Schiffe anzustreben, um so konkurrenzfähig zu bleiben. Unter der Leitung von William James Pirrie, dem Vorsitzenden der White-Star-Hauswerft Harland & Wolff in Belfast, und des Präsidenten der White Star Line, Joseph Bruce Ismay, entwickelten die Schiffbauer Alexander Carlisle und Thomas Andrews ab 1907 konkrete Pläne für den Bau einer aus drei riesigen Dampfern bestehenden Schiffsklasse, die durch ihre Größe und die Großzügigkeit ihrer Ausstattung alles bisher Dagewesene übertreffen sollten. Hohe Reisegeschwindigkeit sollte allerdings – anders als bei den beiden Cunard-Linern – beim Design der neuen Dampfer keine wesentliche Rolle spielen.
Der erste Entwurf sah ein Schiff mit nur drei Schornsteinen vor, was dann auf Weisung von Pirrie aus ästhetischen Gründen auf vier Schornsteine abgeändert wurde. Durch die Verwendung des vierten Schornsteins als Lüfter ließ sich auch die bei den Cunard-Schiffen störend hohe Anzahl von Hutzen auf Deck vermeiden. Die drei Schiffe der Klasse waren somit die einzigen je gebauten Dampfschiffe mit vier Schornsteinen, von denen einer nur eine Attrappe war: Durch ihn wurde die Abluft aus den Küchen- und Maschinenräumen der Schiffe nach außen geleitet. Ebenfalls erst später im Entwurf ergänzt wurde der achtere Mast der Schiffe – auch hier ging es vorrangig um die Symmetrie der äußeren Form, die aus optischen Gründen gewahrt werden sollte.
Auch einige Details der Innenausstattung wurden im Lauf der Entwurfsphase abgeändert, so wurde beispielsweise das Vorhaben, in der Ersten Klasse einen riesigen, kuppelgekrönten Speisesaal einzubauen, gestrichen und stattdessen eine besonders großzügige Freitreppe mit einer Glaskuppel vorgesehen. Grundsätzlich war das Innendesign der öffentlichen Räume der Schiffsklasse relativ eng an bereits auf anderen White-Star-Schiffen verwendete Elemente angelehnt (z. B. Form und Schmuck von Wandpaneelen, Decken- und Fußbodengestaltung, Leuchtkörper etc.), wurde jedoch insgesamt in Quantität und Qualität häufig großzügiger ausgeführt.

## Technische Details

Die Olympic-Klasse im Größenvergleich

Die drei Schiffe sollten in der Lage sein, eine Reisegeschwindigkeit von 21 Knoten zu erreichen und den Atlantik auf der Route Southampton – New York City innerhalb von sieben Tagen zu überqueren (die konkurrierenden Cunard-Schiffe schafften die Strecke in fünf bis sechs Tagen). Hohe Wirtschaftlichkeit beim Kohleverbrauch war ein wesentlicher Aspekt der Konstruktion, daher wurde eine neuartige Antriebsanlage für die drei Schwesterschiffe entwickelt: Zwei konventionelle Kolbendampfmaschinen mit maximal je ca. 15.000 PS (Vierzylinder-Dreifach-Expansionsmaschine) trieben die beiden Außenpropeller an, während ein dritter, mittschiffs installierter, kleinerer Propeller von einer Parsons-Turbine mit maximal ca. 16.000 PS betrieben wurde. Diese Turbine wurde durch den Abdampf der beiden Dampfmaschinen mit Energie versorgt. Diese ungewöhnliche Kombination der beiden Antriebsarten resultierte zwar in einer insgesamt niedrigeren Geschwindigkeit, bedeutete aber durch die ökonomische Energieumsetzung und die schwachen Vibrationen der Anlage einen immensen Vorteil für die Finanzen der Reederei und den Komfort der Schiffe. Trotz der relativ niedrigen Ansprüche an die Geschwindigkeit der Schiffe erwies sich der Antrieb als äußerst leistungsstark und übertraf die Erwartungen deutlich: Die höchste bekannte Geschwindigkeit eines Schiffes der Klasse erreichte die Olympic im August 1914, als sie auf einer Überfahrt Richtung Osten vom Kriegsausbruch überrascht wurde und mit äußerster Kraft versuchte, der Gefahr durch deutsche Hilfskreuzer zu entgehen. Sie erreichte dabei 25,1 Knoten Maximalgeschwindigkeit.
Das – insbesondere mit der Titanic in Verbindung gebrachte – Prädikat „unsinkbar“ in Bezug auf die Olympic-Klasse stammt aus einer Sonderausgabe der britischen Fachzeitschrift The Shipbuilder, die anlässlich der Jungfernfahrt der Olympic 1911 erschien. Darin wurde dem Sicherheitssystem der Schiffsklasse große Aufmerksamkeit entgegengebracht und die Sinksicherheit mit practically unsinkable („praktisch unsinkbar“) umschrieben. Tatsächlich erreichten Olympic und Titanic mit ihren insgesamt 16 Abteilungen, die durch Schotttüren wasserdicht verschlossen werden konnten, ein für die damalige Zeit hohes Maß an Sicherheit: Grundsätzlich war ein Zwei-Abteilungs-Standard erfüllt, was bedeutete, dass die gleichzeitige Flutung von zwei beliebigen nebeneinanderliegenden Abteilungen das Schiff niemals gefährden konnte. Strukturell war sogar (insbesondere in Richtung Bug und Heck) eine Flutung von drei oder vier Abteilungen noch verkraftbar. Weil die Schotttüren aufgrund einer neuartigen Konstruktion (automatisches Verschließen bei Wassereinbruch durch einen Schwimmerkontakt) als besonders zuverlässig galten, da menschliches Versagen beim Schließen der Schotten ausgeschlossen werden konnte, ging man von einem besonders hohen Maß an zusätzlicher Sicherheit bei Unglücksfällen aus. Nach dem Untergang der Titanic wurden bei den beiden anderen Schiffen diese Sicherheitsmaßnahmen noch einmal deutlich verbessert (Erhöhung der wasserdichten Trennwände der Abteilungen, Einfügen einer doppelten Außenhaut).
Olympic und Titanic führten bei ihrer Fertigstellung insgesamt 16 Rettungsboote und vier zusätzliche Faltboote mit sich. Diese boten insgesamt 1.178 Personen Platz, womit die damalige Vorschrift für Schiffe über 10.000 BRT weit übererfüllt war, die 962 Bootsplätze verlangte. Da die Sinksicherheit von großen Schiffen um die Jahrhundertwende deutlich gestiegen war und die Funktechnologie ein rasches Herbeirufen von Hilfe im Notfall ermöglichte, ging man davon aus, dass die Boote nicht zur gleichzeitigen Aufnahme aller Menschen an Bord, sondern lediglich zum Transfer der Personen auf ein Rettungsschiff benötigt werden würden.
Bei der Innenausstattung der Ersten Klasse wurde ein bis dahin unbekanntes Ausmaß an Luxus angestrebt. Insbesondere die Privatunterkünfte der Passagiere sollten einen Komfort bieten, der trotz der höheren Geschwindigkeit der Konkurrenz die Reisenden überzeugen sollte, doch mit den White-Star-Schiffen zu fahren. Die Verwendung kostbarer Holztäfelungen, eine verschwenderische Ausstattung mit Marmor, Kristall und Gold und vor allem ein ungewöhnlich vielfältiges Angebot an öffentlichen Räumlichkeiten (darunter erstmals an Bord eines Schiffes ein Schwimmbecken, ein Türkisches Bad, diverse Cafés und Salons) setzten neue Maßstäbe. Auch die Qualität der Unterkünfte in der Zweiten und Dritten Klasse übertraf die vergleichbarer Einrichtungen auf älteren und kleineren Schiffen deutlich.
Die Abmessungen der Schiffe waren in der damaligen Zeit beispiellos: Mit einer Länge von 269 m, einer Breite von 28,2 m und einem Rauminhalt von über 45.000 BRT waren sowohl die Olympic als auch die Titanic zum Zeitpunkt ihrer Fertigstellung die größten je von Menschenhand geschaffenen beweglichen Objekte. Bei voller Belegung boten die Schiffe jeweils etwa 3500 Personen (einschließlich Besatzung) Platz. Trotz im Wesentlichen gleicher Abmessungen war jedes Schiff bei seiner Fertigstellung etwas größer als sein Vorgänger: Die Titanic übertraf die Olympic um etwa 1000 BRT Rauminhalt, und die Britannic wiederum die Titanic um etwa 2000 BRT. Der Größenzuwachs zwischen Olympic und Titanic erklärt sich in erster Linie durch die Vergrößerung der Suiten auf dem B-Deck, die bei letzterer bis an die Bordwand gezogen wurden, wodurch das dort auf der Olympic vorhandene verglaste Promenadendeck überbaut wurde. Entgegen einer weit verbreiteten Ansicht spielte die Verglasung der vorderen Hälfte des A-Deck-Promenadendecks auf der Titanic (das wesentliche Unterscheidungsmerkmal der beiden Schiffe) hierbei keine Rolle, da es sich dabei nicht um einen umbauten Innenraum handelte und somit für die Größenberechnung des Schiffes ohne Belang war. Die Britannic war 46 cm breiter als ihre Schwesterschiffe, wodurch – abgesehen von der Überdachung des achteren Welldecks, der Neugestaltung des achteren Poopdecks und einiger zusätzlicher Räumlichkeiten auf dem Bootsdeck – ein grundsätzlich größeres Innenvolumen und damit ein erheblicher BRT-Zuwachs zustande kam.
Neben dem Transport von Passagieren und Fracht waren die drei Schiffe auch für die Zustellung von Post zwischen Großbritannien und den Vereinigten Staaten vorgesehen und trugen daher das Präfix „RMS“ für Royal Mail Ship.

## Einsatzgeschichte

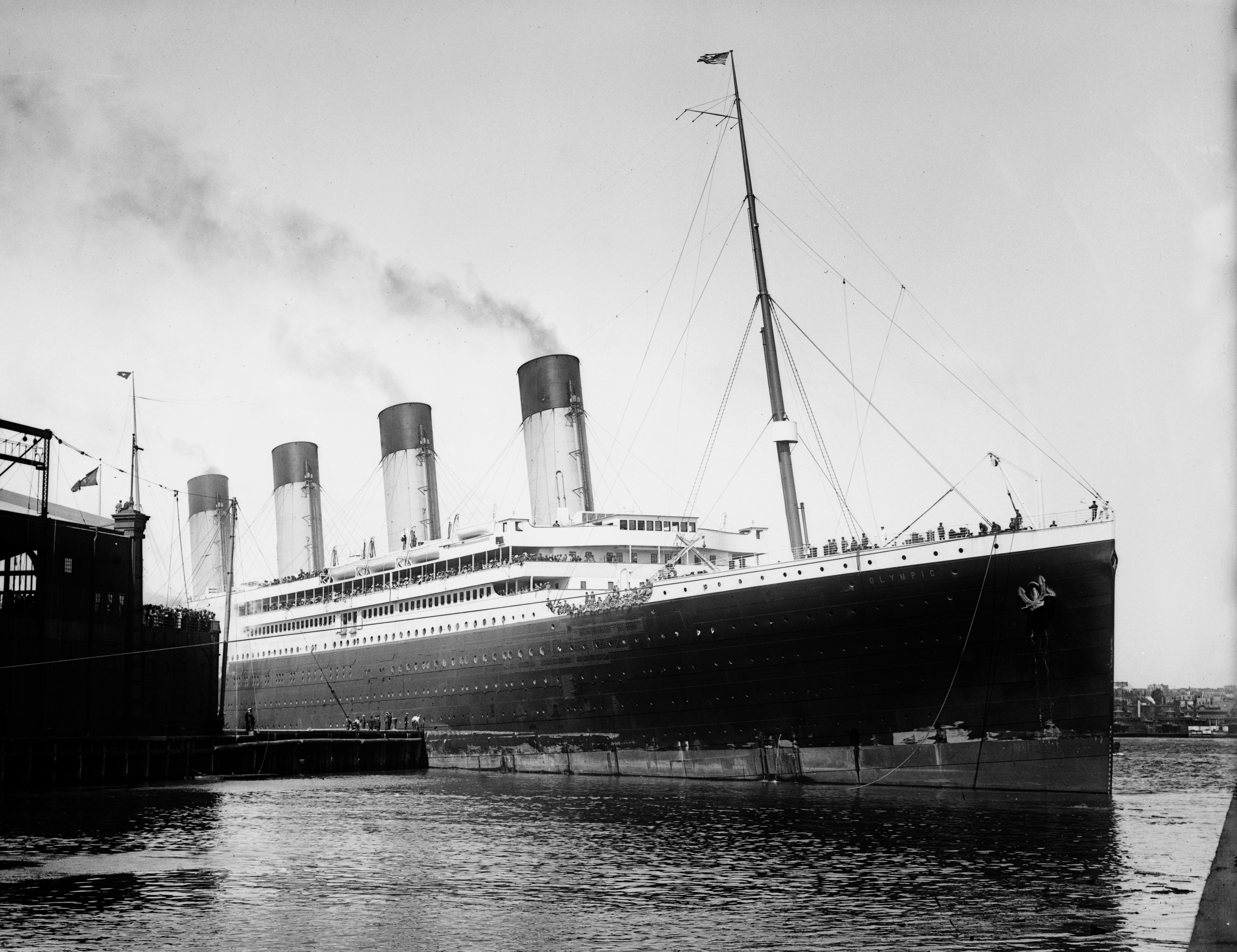
Die Olympic im Jahr 1911. Der lange Kratzer mittschiffs zeugt von einem Missgeschick beim Anlegemanöver.

### RMSOlympic
Stapellauf 1910, Fertigstellung 1911.
Nach seinen ersten erfolgreichen Überfahrten wurde das Schiff nach dem Untergang der Titanic generalüberholt und mit zusätzlichen Rettungsbooten sowie erweiterten Sicherheitseinrichtungen ausgestattet. Im Ersten Weltkrieg als Truppentransporter verwendet, war die Olympic ab 1920 wieder auf der Atlantikroute eingesetzt und blieb bis zu ihrer Außerdienststellung 1935 eines der beliebtesten und populärsten Schiffe im Liniendienst. Sie wurde ab 1935 in Jarrow abgewrackt.

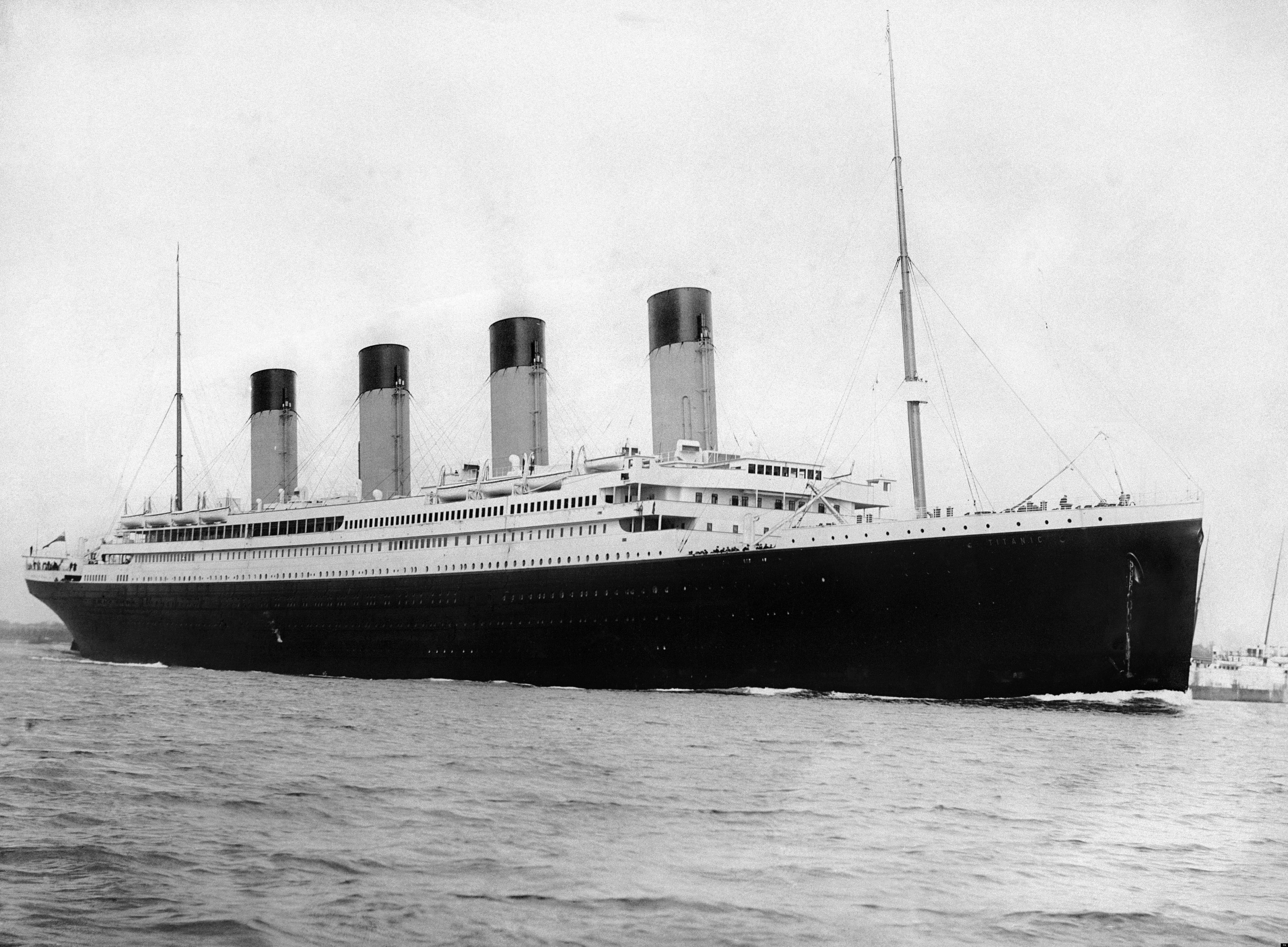
Die Titanic, das bekannteste Schiff der Olympic-Klasse

### RMSTitanic
Stapellauf 1911, Fertigstellung 1912.
Bereits auf seiner Jungfernfahrt kollidierte das Schiff in der Nacht vom 14. auf den 15. April 1912 mit einem Eisberg und versank rund zwei Stunden und vierzig Minuten nach dem Zusammenstoß etwa 300 Seemeilen südöstlich von Neufundland. Da kein anderes Schiff nahe genug war, um die Passagiere von der sinkenden Titanic abzubergen, überlebten nur die 705 Insassen der Rettungsboote den Untergang, während über 1500 Passagiere und Besatzungsmitglieder – darunter der Kapitän und viele Spitzen der britischen und amerikanischen Gesellschaft – ums Leben kamen. Die Katastrophe gehört zu den schwersten Schiffsunglücken der Geschichte und führte zu weitreichenden Verbesserungen der Sicherheitsbestimmungen für Hochseeschiffe, die noch heute Gültigkeit haben.

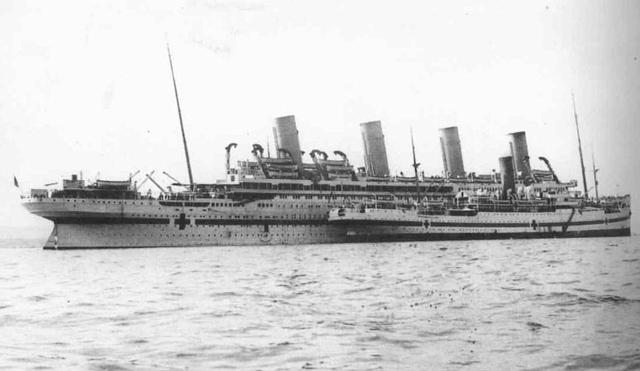
Die Britannic, die nicht mehr als Passagierschiff zum Einsatz kam

### HMHSBritannic
Stapellauf 1914, Fertigstellung 1915.
Nach der Titanic-Katastrophe wurde der Bau der Britannic unterbrochen, um das Sicherheitskonzept zu verbessern. Die dabei beschlossenen Maßnahmen – wie die Erhöhung der wasserdichten Schotten bis auf das B-Deck, eine doppelte Rumpfhülle und die Installation riesiger Rettungsbootkräne – sollten die Britannic zum sichersten Schiff der Klasse machen. Nach Ausbruch des Ersten Weltkriegs wurde sie als Lazarettschiff eingesetzt und galt als das bestausgestattete Lazarettschiff auf See. Nach fünf erfolgreichen Fahrten lief sie am 21. November 1916 im Kanal von Kea bei der Anfahrt auf den Hafen von Mudros in der Ägäis auf eine Seemine. Die Britannic sank innerhalb einer Stunde, wobei von den 1036 an Bord befindlichen Menschen 30 ums Leben kamen.

## Sonstiges
- Die Britannic war als einziges Schiff der Klasse zum Zeitpunkt ihrer Fertigstellung nicht das größte Schiff der Welt. Diesen Rekord hielt damals der deutsche Schnelldampfer Vaterland.
- Der Olympic gelang während des Ersten Weltkriegs die Versenkung eines deutschen U-Boots durch Rammstoß.
- Sowohl Olympic als auch Titanic galten zum Zeitpunkt ihrer Fertigstellung als „praktisch unsinkbar“. Auch die beiden Konkurrentinnen Mauretania und Lusitania wurden mit diesem Prädikat beworben. Dass – wie heute häufig fälschlich angenommen – allein die Titanic mit dieser Eigenschaft bezeichnet wurde, ist eine Legende.
- Die für die drei Schwesterschiffe gefertigten Kolbendampfmaschinen waren die von den Abmessungen her größten jemals gebauten.
- Die Maschinenanlage der Britannic war aufgrund einer etwas größeren Kesselheizfläche und einer stärkeren Dampfturbine insgesamt leistungsfähiger als die ihrer beiden Schwesterschiffe. Für sie ging man daher in den Planungen von einer Reisegeschwindigkeit von 22 Knoten aus (Olympic und Titanic: 21 Knoten).
- Die Titanic war bis zum Untergang der Costa Concordia das größte Passagierschiff, das jemals in Friedenszeiten unterging. Bezieht man Kriegsverluste mit ein, ist die Britannic nach der italienischen Rex und der Costa Concordia das drittgrößte gesunkene Passagierschiff überhaupt.
- Die Abmessungen der Schiffe der Olympic-Klasse scheinen auf den ersten Blick im Vergleich mit modernen Schiffen noch beachtlich: Die Allure of the Seas, das seit 2009 größte Kreuzfahrtschiff der Welt, ist nur rund 90 Meter länger und seine Gesamthöhe von rund 74 Metern ist nahezu identisch mit der Gesamthöhe der Olympic-Klasse (Kiel bis Mastspitze) von 72 Metern. Jedoch ist die Allure of the Seas mehr als doppelt so breit und die 16 Passagierdecks reichen bis wenige Meter unter die Mastspitze. Sie wiegt mehr als das Vierfache und kann mehr als das Zweieinhalbfache an Passagieren und Besatzung transportieren.
- Das Besatzungsmitglied Violet Jessop fuhr auf allen drei Schiffen und überlebte die Kollision der Olympic mit der Hawke, den Untergang der Titanic und den Untergang der Britannic.[4]